# Rick Price
Rick Price, właśc. Richard Price (ur. 10 czerwca 1944 w Birmingham, zm. 17 maja 2022) – angielski basista, znany głównie z występów w zespołach Sight and Sound, The Move (w latach 1969-1971) i Wizzard (1972-1975).

## Kariera
Pierwszym zespołem Price'a był Cimarrons, który był inspirowany zespołem The Shadows. Później grał w The Sombreros, który szybko zmienił nazwę na Sight and Sound. W międzyczasie zaczął ściśle współpracować  przy pisaniu piosenek z Mikiem Sheridanem. W 1969 roku dołączył do zespołu The Move pozostając w nim przez dwa lata.
Po opuszczeniu The Move podpisał kontrakt z Gemini Records i wraz z Sheridanem wydał na początku lat 70. album This Is To Certify: Gemini Anthology. Później grał przez krótki okres w takich zespołach jak Light Fantastic i Mongrel, który sformował m.in. z przyszłym perkusistą Wizzard Charlie Grima.
Kolejny zespół Price'a -- Wizzard, przyniósł mu dwa hity See My Baby Jive i Angel Fingers, które dotarły na szczyty list przebojów w Wielkiej Brytanii. Dużą popularnością cieszył się również świąteczny singiel I Wish It Could Be Christmas Everyday. Wszystkie te sukcesy przypadły w 1973 roku.
W 1975 roku dołączył do The Wizzo Band grając na gitarze hawajskiej. Grał tam do 1978 roku.
Price jest żonaty z Dianne Lee, która w latach 70. występowała w duecie Peters and Lee.